# Acrodon duplessiae
Acrodon duplessiae là một loài thực vật có hoa trong họ Phiên hạnh. Loài này được (Bolus) Glen mô tả khoa học đầu tiên năm 1986.